# ビクトリア郡 (テキサス州)
ビクトリア郡（英: Victoria County）は、アメリカ合衆国テキサス州の郡である。人口は9万1319人（2020年）。郡庁所在地はビクトリアであり、同郡で人口最大の都市である。郡名はメキシコ初代大統領グアダルーペ・ビクトリアに因んで名付けられた。
ビクトリア郡はビクトリア都市圏に属している。

## 年譜
- ビクトリア郡となった地域の最初の住人は狩猟採集型のパレオ・インディアンであり、その後はトンカワ族、アラナマ族、タミク族、カランカワ族、タワコニ族、リパン・アパッチ族、コマンチ族などのインディアン部族が住んだ[3]
- 1685年、ロベール＝カブリエ・ド・ラ・サールがセントルイス砦を築いた[4]
- 1689年、アロンソ・デ・レオンがグアダルーペの聖母にちなんでグアダルーペ川を名付けた[5]
- 1722年、ニュエストラ・セニョーラ・デ・ロレト砦が建設された[6]。ミッション・ニュエストラ・セニョーラ・デル・エスプリチュ・サント・デ・ズニガがこの地域ではスペインによる最初の開拓地になった[7]
- 1824年、メキシコのマルティン・デ・レオンがニュエストラ・セニョーラ・デ・エズス・ビクトリアの町（後のビクトリア市）を設立し、5,000頭の牛でコロニーを始め、その地を「テキサス牛畜産作業の揺籃」と称した。これがテキサスでは唯一のメキシコ人によるコロニーとなった[8]
- 1835年、ビクトリアの開拓者がサンタ・アナに対抗する革命を支持したが、新しく入ってきたアメリカ人から仲間はずれにされた。アメリカ人の多くは冒険好きな軍人か財産目当ての者であり、ビクトリア市民をメキシコ贔屓と判断し、1836年の革命がなった後ではこの地から出て行くことを強いた[9]イギリス系アメリカ人がこの地域に再入植した[10]
- 1836年、ビクトリア郡がテキサス共和国によって設立された。メキシコの初代大統領グアダルーペ・ビクトリアに因んで名付けられた[3]。トマス・J・ラスク将軍の指揮下でスプリングクリーク近くに3,000名のテキサス軍が宿営し、メキシコのホセ・デ・ウレア将軍からの攻撃の脅威に備えた[11]
- 1842年、ラファエル・バスケスとアドリアン・ウォルがメキシコ軍を率いて郡内に進入してきた.[12]
- 1850年、ドイツ人移民カール・シュタイナーがコルトビルの町を設立した[13]
- 1851年、リチャード・オーウェンズとシルベスター・サットンがビクトリア郡では最初の有料橋を架けた[14]
- 1860年、郡内には奴隷が 1,413人いた[3]
- 1861年、郡民投票で、賛成318票、反対98票でアメリカ合衆国からの脱退を決めた。郡から南軍に300名の兵士を派遣した[3]
- 1863年、南軍の将軍ジョン・マグルーダーが、ビクトリアとポートラバカの間の鉄道を、北軍の手に渡さないために破壊した。またグアダルーペ川に木材や船を沈めた[3]
- 1867年-1869年、郡内は北軍に占領された。北軍の群集心理が働いて、地元役人のベンジャミン・F・ヒルを斧で殺し、死体を切断する事件が起こった。ヒルは当時、除隊した北軍兵を正当防衛で殺したとして収監されていた[15]
- 1873年、ガルフ・ウェスタンテキサス・アンド・パシフィック鉄道がビクトリアとキュエロ、さらには海岸とを繋いだ[3]
- 1882年、ニューヨーク・テキサス・アンド・メキシカン鉄道が、初めて郡内を通り、フォートベンド郡のローゼンバーグジャンクションまでを繋いだ[3]
- 1883年、テキサス・コンティネンタル食肉会社が郡内に設立され、州内では最大の食肉加工会社となったT[3]
- 1886年、G・B・アメリーとジョン・ブレイがサンアントニオ川を渡すブレイ渡しを始めた[3]
- 1906年、グアダルーペ川航行会社が設立された[3]
- 1930年、マクファディン油田で石油が発見された。郡内の牛の保有数は州内の郡では最大となった。[3]
- 1941年、フォスター空軍基地が訓練用のビクトリア陸軍飛行場として設立された[16]
- 1967年、ビクトリア・バージ運河が完成し、ビクトリア郡と内陸運河とを繋いだ[3]

## 地理
アメリカ合衆国国勢調査局に拠れば、郡域全面積は889平方マイル (2,302 km2)であり、このうち陸地882平方マイル (2,286 km2)、水域は7平方マイル (16 km2)で水域率は0.70%である。

### 主要高規格道路
- アメリカ国道59号線
- アメリカ国道77号線
- アメリカ国道87号線

### 隣接する郡
- ラバカ郡 - 北
- ジャクソン郡 - 北東
- カルフーン郡 - 南東
- レフュリオ郡 - 南
- ゴリアド郡 - 南西
- デウィット郡 - 北西

## 人口動態
以下は2000年の国勢調査による人口統計データである。
| 基礎データ - 人口: 84,088人 - 世帯数: 30,071 世帯 - 家族数: 22,192 家族 - 人口密度: 37人/km2（95人/mi2） - 住居数: 32,945軒 - 住居密度: 14軒/km2（37軒/mi2） 人種別人口構成 - 白人: 74.22% - アフリカン・アメリカン: 6.30% - ネイティブ・アメリカン: 0.53% - アジア人: 0.77% - 太平洋諸島系: 0.04% - その他の人種: 15.92% - 混血: 2.22% - ヒスパニック・ラテン系: 39.20% 先祖による人口構成 - ドイツ系：16.2% - アメリカ人：6.2% - イギリス系：5.6% 言語による人口構成 - 英語：73.3% - スペイン語：25.5% 年齢別人口構成 - 18歳未満: 29.1% - 18-24歳: 9.2% - 25-44歳: 28.1% - 45-64歳: 21.5% - 65歳以上: 12.0% - 年齢の中央値: 34歳 - 性比（女性100人あたり男性の人口） - 総人口: 94.9 - 18歳以上: 91.7 | 世帯と家族（対世帯数） - 18歳未満の子供がいる: 37.2% - 結婚・同居している夫婦: 56.7% - 未婚・離婚・死別女性が世帯主: 12.7% - 非家族世帯: 26.2% - 単身世帯: 22.4% - 65歳以上の老人1人暮らし: 9.1% - 平均構成人数 - 世帯: 2.75人 - 家族: 3.23人 収入と家計 - 収入の中央値 - 世帯: 38,732米ドル - 家族: 44,443米ドル - 性別 - 男性: 35,484米ドル - 女性: 21,231米ドル - 人口1人あたり収入: 18,379米ドル - 貧困線以下 - 対人口: 12.9% - 対家族数: 10.5% - 18歳未満: 17.2% - 65歳以上: 11.7% |

## 都市と町
- ビクトリア - 郡庁所在地

### 未編入の町
- ブルーミントン
- イネス
- マクファディン
- ミッションバレー
- ナースリー
- プラシド
- テルファーナー